# Samsung Galaxy Ace 3
Il Samsung Galaxy GT-S7270 Ace 3, chiamato più comunemente Galaxy Ace 3, è uno smartphone prodotto dalla Samsung, fa parte della serie Galaxy e basato sul sistema operativo Android. Successore del Ace 2. Il Galaxy Ace 3 è stato presentato il 20 giugno 2013 a Londra ed è disponibile dal 5 ottobre dello stesso anno nel Regno Unito a 299 euro. È disponibile in tre varianti: Dual Sim, 3G e LTE (la versione LTE dispone di un processore più potente da 1,2 GHz Dual Core).